# Antony Alda
Antony Alda, właściwie Antonio Joseph D’Abruzzo (ur. 9 grudnia 1956 w St. Julien, zm. 3 lipca 2009 w Los Angeles) – amerykański aktor, także reżyser i scenarzysta, najlepiej znany z roli Giovanniego „Johnny’ego” Corelli z opery mydlanej Dni naszego życia (Days of our Lives).

## Życiorys
Urodził się w Saint-Julien we Francji jako syn Flory Marino i Roberta Aldy, amerykańskiego aktora filmowego i piosenkarza. Jego przyrodnim bratem był Alan Alda, aktor znany m.in. z sitcomu M*A*S*H. Swoje wakacje spędzał na Broadwayu. Uczęszczał do Notre-Dame International High School w Rzymie. Ukończył  Juilliard School w Nowym Jorku.
W 1968 wystąpił gościnnie na szklanym ekranie w serialach: Daniel Boone jako Rudi z Patricią Blair i Disneyland jako Gus. Dwa lata potem wystąpił jako Gino w telewizyjnej komedii romantycznej NBC Trzy monety w fontannie (Three Coins in the Fountain, 1970) z Yvonne Craig. Znalazł się w obsadzie dramatu Swój chłopak (Homeboy, 1988) u boku Mickeya Rourke i Christophera Walkena oraz komediodramatu Jonathana Demme Melvin i Howard (Melvin and Howard, 1980), który zdobył Oscara za najlepszy scenariusz oryginalny, z Jasonem Robardsem i Mary Steenburgen. Pojawił się w ponad dwustu epizodycznych rolach telewizyjnych, w tym w operze mydlanej CBS Knots Landing (1985) jako Rick Elliot.
Był dwukrotnie żonaty. W latach 1975–1977 miał żonę Leslie Clark. W latach 1981–1992 był żonaty z aktorką Lori Carrell, z którą miał dwóch synów: Iana i Zana.
Zmarł 3 lipca 2009 w Los Angeles w wieku 52 lat. Przyczyną śmierci była marskość wątroby.

## Filmografia

### Obsada aktorska

#### Seriale TV
- 1968: Daniel Boone odc. Orlando, the Prophet jako Rudi
- 1968: Disneyland odc. The Treasure of San Bosco Reef jako Gus
- 1978: Columbo odc. Morderstwo pod szkłem (Murder Under Glass) jako Mario
- 1980: M*A*S*H jako kapral Jarvis
- 1980: Knots Landing odc. jako Rick Elliot
- 1983: Quincy (Quincy M.E.) jako paramedyk #1
- 1990-1991: Dni naszego życia jako Giovanni ‘Johnny’ Corelli
- 1993: Renegat (Renegade) jako Barry Mellman

### Filmy fabularne
- 1980: Melvin i Howard (Melvin and Howard) jako Terry
- 1987: Gorące dziecko w mieście (Hot Child in the City) jako Charon
- 1988: Swój chłopak (Homeboy) jako Ray
- 2002: Życiowa rola (Role of a Lifetime) jako Joey
- 2004: Skarb narodów jako Strażnik Ferguson

#### Scenariusz i reżyseria
- 2002: Życiowa rola (Role of a Lifetime)